# ميلوديكا
الميلوديكا وتُعرف أيضاً بـ "البيانيكا"، تشبه أورغان يعمل بالنفخ أو فلوت يعمل بمفاتيح، هي آلة نفخ موسيقية شبيهة بالميلوديون والهارمونيكا. تتكون من لوحة مفاتيح موسيقية من الأعلى كما في البيانو، ويتم العزف من خلال النفخ في الآلة. عندما يتم الضغط على مفتاح ما، يتم تفريغ الهواء لتصدر النوتة المتوافقة مع المفتاح المضغوط. لوحة المفاتيح الموسيقية تتكون في العادة من أوكتافان (24 مفتاح) أو ثلاثة أوكتافات (36 مفتاح). الميلوديكا صغيرة الحجم، خفيفة الوزن ويمكن حملها بسهولة. تستخدم بكثرة كأداة موسيقية تعليمية، خصوصاً في دول آسيا.
النسخة الحديثة من الآلة تم اختراعها بواسطة هوهنر في منتصف القرن الماضي 1950s، العديد من الآلات مشابهة كانت معروفة في إيطاليا منذ القرن التاسع عشر.
تم استخدام الميلوديكا بشكل حقيقي كآلة رئيسية لأول مرة في فترة الستينات 1960s بواسطة المؤلف الموسيقي ستيف ريتش في معزوفة أسماها بالميلوديكا (1966)، وبواسطة عازف الجاز بيل مور الابن في ألبومه Right On (1969). العازف الموسيقي هيرميتو باسكول قام بتطوير تقنية تسمح بالغناء أثناء عزف الميلوديكا، ليخرج للساحة أسلوب جديد شبيه بالأسلوب المتّبع في الهارمونيكا. وأيضاً من خلال التعاون مع الموسيقي الجامايكي أغسطس بابلو، الأمر الذي ساهم في زيادة شهرة الآلة في منتصف السبعينات 1970s.

## أنواع الميلوديكا
يتم تصنيف الميلوديكا بشكل رئيسي حسب مدى العزف الذي تسمح به الآلة. المدى يعتمد على حجم وشكل الآلة.
الميلوديكا ذات طبقات السوبرانو الألتو الصوتية تكون ذات نغمة أعلى وأنحف من الميلوديكا ذات طبقة التينور الصوتية. قد يتم تصميم الآلة للعزف باليدين معاً، اليد اليسار تعزف المفاتيح السوداء واليد اليمنى تعزف المفاتيح البيضاء. وقد يتم تصميمها للعزف بيد واحدة كما في الميلوديكا ذات طبقة التينور الصوتية. حيث يتم الإمساك بالآلة باليد اليسرى من الأسفل، ويتم العزف على المفاتيح باليد اليمنى من الأعلى. كما يمكن أيضاً استخدام أنبوب نفخ لإتاحة إمكانية العزف باليدين معاً. الأكوروديون يقوم باستخدام نفس تقنية العمل، لكن مع استخدام أزرار ضغط بدلاً من لوحة مفاتيح موسيقية.

### الميلوديكا الخشبية
على الرغم من أن الميلوديكا يتم تصنيعها في العادة من البلاستيك، إلاّ أنه يوجد هناك أنواع يتم تصنيعها بشكل رئيسي من الخشب. تقوم شركة Sound Electra بتصنيع MyLodica، وهي ميلوديكا خشبية تقوم بإصدار نغمات أصفى وأنقى من النغمات في الأنواع البلاستيكية. شركة Victoria Accordion تقوم بتصنيع Vibrandoneon، وهي سلسة من الأنواع الخشبية المختلفة من الميلوديكا والأكورديون.

## أسماء أخرى للآلة
يتم نسب الميلوديكا إلى الشركة المصنعة في كثير من الأحيان. ميلوديون، ميلوديا، بيانيكا، ميلوديهورن .. والكثر من التسميات الأخرى التي تصدر من الشركة نفسها. هذا قد يؤدي إلى بعض سوء الفهم والفوضى بطبيعة الحال.

## معرض الصور

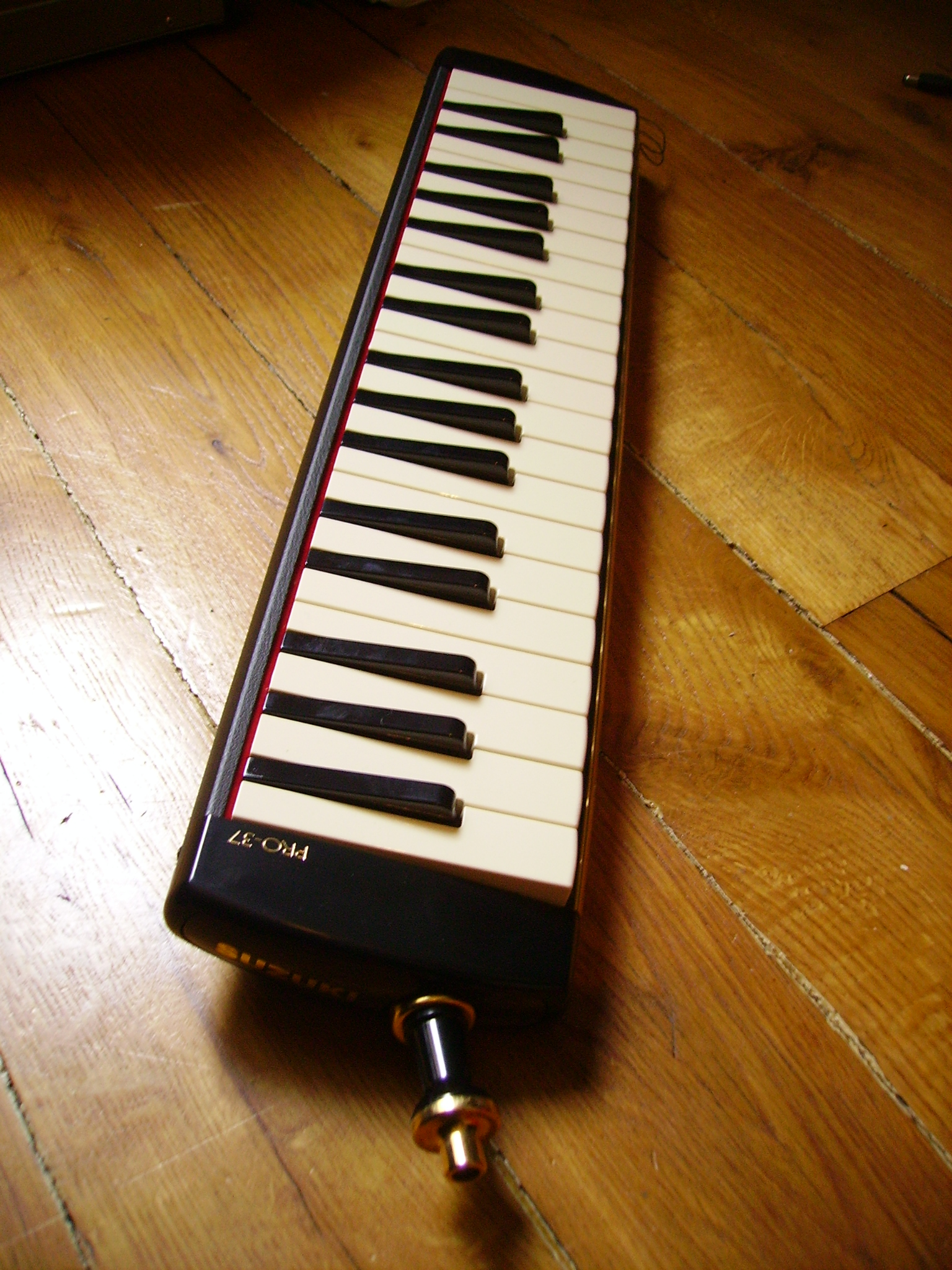
ميلوديكا من شركة سوزوكي.
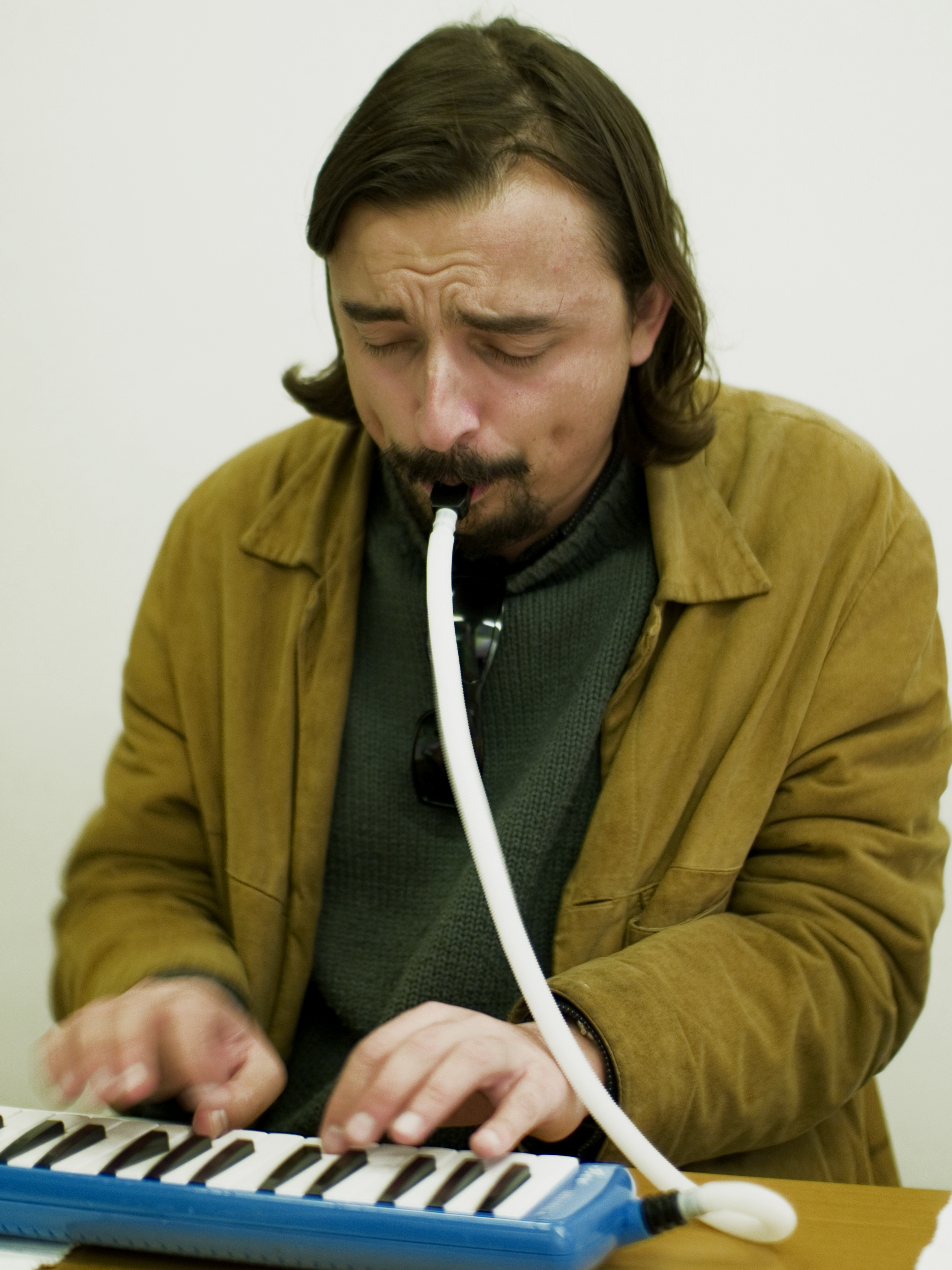
ميلوديكا من شركة سوزوكي (ميلوديون) يتم عزفها من خلال أنبوب نفخ هوائي.
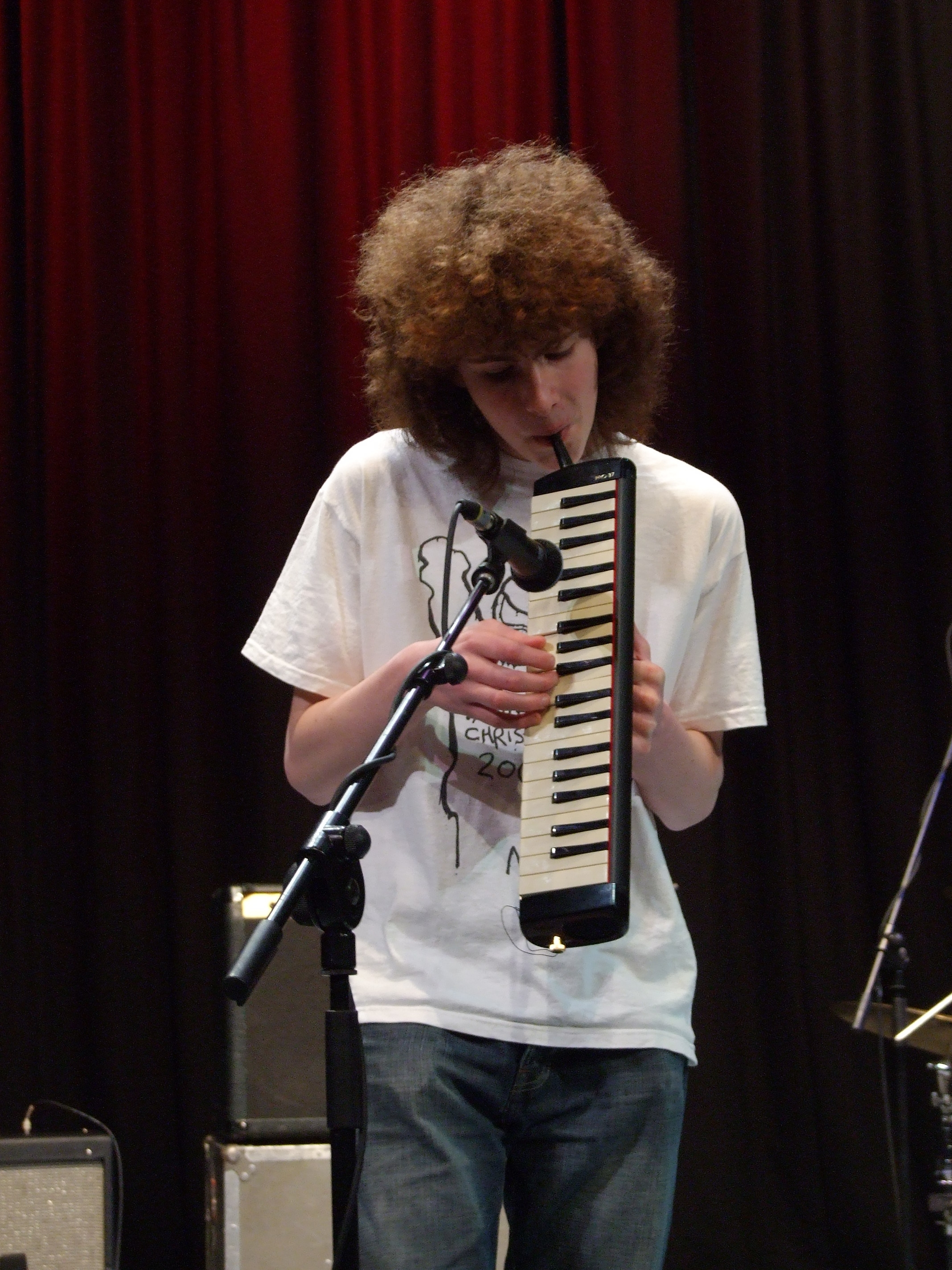
ميلوديكا يتم عزفها بدون أنبوب نفخ هوائي.